# 金少刚
金少刚是一位中国音响师，国家一级舞美设计师，中国录音师协会演艺扩声专业委员会主任委员兼秘书长。曾担任2008年北京奥运会开幕式音响工程师、中国好声音音响总监，以及刘欢、王菲、汪峰等歌手的音响师，也曾参加中华全国总工会文工团的“文艺进校园”活动。2024年担任多场大型体育场巡回演唱会音响总监，包括张杰《2024“未·LIVE - 开往1982”巡回演唱会》、周深《2024周深9.29Hz巡回演唱会》、凤凰传奇《2024「吉祥如意」巡回演唱會》等。

## 奖项
第十届中国歌曲排行榜首次颁发的“最佳录音师奖”。
中国轻音乐学会奖“最佳录音”。
中国录音协会颁发的“录音师奖”。
第七届中国金唱片奖“录音师奖”。
2024年9月，获得微博音乐盛典颁发的“金叶荣耀”奖项。